# Projektive Identifikation
Der Begriff der projektiven Identifikation (oder auch projektiven Identifizierung) wurde erstmals 1925 von Edoardo Weiss, einem italienischen Psychoanalytiker verwendet. Das eigentliche Konzept stammt aber von der Psychoanalytikerin Melanie Klein und ist heute in der Psychodynamischen Psychotherapie anerkannt. Melanie Klein sah die projektive Identifikation als einen unbewussten Abwehrmechanismus von Konflikten an, bei dem Teile des Selbst abgespalten und auf eine Art und Weise auf eine andere Person projiziert werden, dass diese andere Person die Projektion annimmt und in der Folge entsprechende Verhaltensweisen zeigt. Dadurch werden eigene Inhalte (Werte, Gedanken, Gefühle) nicht nur wie bei der Projektion als die der anderen Person wahrgenommen, sondern dort tatsächlich hervorgerufen. Dies geschieht in der Regel, ohne dass sich die beteiligten Personen dieses Mechanismus bewusst sind.
Wilfred Bion, Schüler von Melanie Klein, sah projektive Identifikation als Weg nicht-sprachlicher Kommunikation an, der ursprünglich durch den Säugling genutzt wird, um der Mutter Mitteilungen zu machen über den eigenen Zustand und eigene Bedürfnisse. Ein Rückgriff auf diese frühen Kommunikationsprozesse kann bei persönlichkeitsgestörten Patienten als Abwehrmechanismus auftreten, ist aber auch bei alltäglicher Kommunikation möglich, insbesondere um das Gegenüber zu manipulieren.
Nach Thomas Ogden (1979) beinhaltet die Projektion die Möglichkeit das eigene Übel loszuwerden und den Kontakt mit ihm abzubrechen. Anschließend stelle sich eine extreme Charakterrigidität ein, keine Verwirrung, sondern Sicherheit als Schutzwall gegen die Rückkehr der abgespaltenen projizierten Selbstanteile.
Der Begriff projektive Identifizierung wurde von Otto Kernberg im Zusammenhang mit seinen Arbeiten zur Borderline-Persönlichkeitsstörung weiterentwickelt. Borderline-Patienten neigen besonders dazu, den Therapeuten in ihre psychische Konfliktkonstellation miteinzubeziehen. Aus diesem Grund erzeugen Borderline-Patienten beim Therapeuten häufig heftigere Gegenübertragungsgefühle als Patienten mit anderen psychischen Störungen. Die projektive Identifikation ist jedoch nicht auf die Borderline-Persönlichkeitsstörung beschränkt.
Sodré (2017) spricht von einer Manie, mit der etwas im Gegenüber bekämpft wird, was man an sich selbst verurteilt.
Symington (1990) warf die Frage auf, ob die projektive Identifikation nicht auch ein alltägliches Manipulationsmittel vollkommen gesunder Individuen sei. Sigrun Anselm (1993) brachte die projektive Identifikation mit der Ritualmordlegende in Verbindung: Sie sprach von einer Tendenz, Juden alles das unterzuschieben, was man selbst gern täte. Wie die Juden die Kinder ermordet, gehäutet, zerstückelt und geschächtet haben sollen, immer und immer wieder dargestellt, seien Phantasieprodukte, die dem Innenleben der Christen entnommen worden seien.
In der therapeutischen Praxis sind projektive Identifikation seitens des Patienten und Gegenübertragung seitens des Therapeuten in der Regel eng miteinander verbunden. Patienten setzen Tendenzen zur projektiven Identifikation zur eigenen Entlastung unbewusst besonders bei Therapeuten ein, welche aufgrund intensiver Gegenübertragungsgefühle auf den Patienten stark reagieren. Therapeuten reagieren meist intensiver mit Gegenübertragungen auf Patienten, die sie in ihre Konfliktkonstellation miteinbeziehen. Im Idealfall ist die Gegenübertragung dem Therapeuten völlig bewusst und kann so im Sinne des Therapieerfolges genutzt werden. Symington (1990) meint, dass nur ohne projektiv-identifikatorische Übernahmen oder Manipulationsversuche ein wirkliches Antworten sowohl auf Patienten, aber auch Bedürfnisse von Mitmenschen möglich ist.

## Medien
- Cécile Loetz, Jakob Müller: Projektion – Projektive Identifizierung. In: Rätsel des Unbewußten. Podcast zur Psychoanalyse und Psychotherapie (Folge 42).